# Laserové navařování
Laserové navařování (Laser cladding) je jednou z metod, která se používá k vytvoření návaru pro zvýšení funkčnosti povrchu a také k obnovení poškozených nebo opotřebovaných povrchů. Tyto návary se používají za účelem dosažení požadovaných vlastností povrchu součásti (tvrdost, korozivzdornost, otěruvzdornost) a umožňují prodloužení životnosti součásti. Tato metoda umožňuje repasovat nebo zachránit poškozené součásti, kde bude chybějící materiál doplněn. Tento problém mohl být způsoben chybou výroby, provozním opotřebením nebo poškozením součásti.

## Princip metody
Laserový paprsek nataví základní i přídavný materiál, který může být přidáván v podobě kovového prášku nebo drátu. Ztuhnutím tavné lázně vznikne depoziční vrstva na povrchu součásti, kde je docílena vynikající adheze mezi depoziční vrstvou a základním materiálem. V okolí nataveného materiálu vzniká tepelně ovlivněná oblast (TOO).

##### Nejčastěji používané přídavné materiály
- Nerezové oceli (AISI 3xx a 4xx)
- Konstrukční oceli (42CrMo4)
- Nástrojové oceli (M2, M35, H13, H100)
- Kobaltové slitiny (Stellit, CoNiCrAl, Tribaloy)
- Niklové slitiny (NiCrSiB, Nimonic, Inconel, Hastelloy)
- Bronzové slitiny
- Cermety (WC-Co, WC-Co-Cr, CrC-NiCr)

Na ocelové slitiny nebo nerezové podklady lze navařit ochranné návary v podobě karbidu wolframu, slitiny niklu, slitiny kobaltu, bronzy, keramiku a jiné materiály. Na keramiku lze navařovat kovy a na bronzy ocelové slitiny. 
Návary vytvořené laserovým navařováním jsou tvrdší než návary vytvořené tepelným stříkáním.

## Aplikace laserového navařování
Mezi typické součásti pro aplikaci laserového navařování můžeme zařadit např. střižné hrany nástrojů, komponenty parních a plynových turbín, kladky, lanovice, rolny, poběhová kola, hřídele, navíjecí bubny a jiné pohybové součásti, součásti obráběcích nástrojů, vřetena, příruby, čepy, šneci, protahovací trny, dorazové plochy.
Pro laserové navařování se nejčastěji používají diodové lasery. Laserové navařování je uvedeno v normě ČSN EN 1011-6 a ČSN EN ISO 15614-7.

## Výhody laserového navařování
- Silná metalurgická vazba na základní materiál
- Výborná adheze a koheze povlaku bez porozit
- Vysoká efektivita a reprodukovatelnost
- Možnost navařování v libovolných tloušťkách a 3D tvarech